# ケビン・クェッケンブッシュ
ケビン・ロバート・クェッケンブッシュ（Kevin Robert Quackenbush, 1988年11月28日 - ）は、アメリカ合衆国フロリダ州パスコ郡ランド・オー・レイクス出身の元プロ野球選手（投手）。右投右打。

## 経歴

### プロ入りとパドレス時代
2011年のMLBドラフト8巡目（全体263位）でサンディエゴ・パドレスから指名され、6月13日に契約。契約後、傘下のA-級ユージーン・エメラルズでプロデビュー。17試合に登板して1勝1敗9セーブ、防御率0.44、33奪三振の成績を残した。7月にA級フォートウェイン・ティンキャップスへ昇格。18試合に登板して1勝1敗9セーブ、防御率0.84、38奪三振の成績を残した。
2012年はA+級レイクエルシノア・ストームでプレーし、52試合に登板して3勝2敗27セーブ、防御率0.94、70奪三振の成績を残した。
2013年はまずAA級サンアントニオ・ミッションズでプレーし、29試合に登板して2勝0敗13セーブ、防御率0.29、46奪三振の成績を残した。6月にAAA級ツーソン・パドレスへ昇格。28試合に登板して8勝2敗4セーブ、防御率2.91、38奪三振の成績を残した。
2014年はAAA級エルパソ・チワワズで開幕を迎え、9試合に登板して0勝0敗4セーブ、防御率1.80と好投。4月25日にパドレスとメジャー契約を結んでアクティブ・ロースター入りした。同日のワシントン・ナショナルズ戦でメジャーデビュー。8点ビハインドの6回1死から登板し、1.2回を投げ2安打2失点1四球1奪三振だった。4月27日にAAA級エルパソへ降格した。その後、何度か昇格と降格を繰り返しながら途中からメジャーに定着して56試合に登板。ヒューストン・ストリートが移籍したシーズン終盤には代理クローザーを任され、6セーブを挙げた。
2015年は57試合に登板して3勝2敗、防御率4.01、58奪三振の成績を残した。
2016年は60試合に登板して7勝7敗2セーブ、防御率3.92、42奪三振の成績を残した。
2017年は20試合に登板して2敗、防御率7.86と成績が悪化し、9月1日にDFAとなり、6日にマイナー契約を結び直してチームに残留した。10月2日にFAとなった。

### レッズ時代
2017年11月8日にシンシナティ・レッズとマイナー契約を結び、2018年のスプリングトレーニングに招待選手として参加することになった。
2018年3月28日にメジャー契約を結んで開幕25人枠入りした。シーズン開幕から10試合に登板したが、防御率11.00と振るわず、4月24日にDFAとなり、翌25日に40人枠を外れる形で傘下のAAA級ルイビル・バッツへ配属された。10月2日にFAとなった。

### ドジャース傘下時代
2018年11月11日にロサンゼルス・ドジャースとマイナー契約を結び、2019年のスプリングトレーニングに招待選手として参加することになった。
2019年はAAA級オクラホマシティ・ドジャースで54試合に登板して、2勝5敗11セーブ9ホールドという成績を残し、パシフィックコーストリーグのメンバーとしてAAA級のオールスターにも出場したが、メジャー昇格の機会はなく、オフの11月4日にFAとなった。

### ナショナルズ傘下時代
2020年2月12日にワシントン・ナショナルズとマイナー契約を結んだが、新型コロナウイルスの感染拡大によりマイナーリーグの開催が中止となったため、公式戦に出場することなく9月1日に自由契約となった。

### ドジャース時代
2021年5月1日にロサンゼルス・ドジャースとマイナー契約を結んだ。AAAオクラホマシティでクローザーとして防御率1点台の好成績を残し、8月7日にメジャー契約を結び3年ぶりにメジャーへ昇格。8日のロサンゼルス・エンゼルス戦の8回裏に登板したが、1/3イニングで3安打を打たれ1点を失い降板。メジャーでの登板はこの1試合のみで12日にDFAとなり、14日に40人枠を外れる形でAAA級オクラホマシティへ戻った。10月8日にFAとなった。

### メキシカンリーグ時代
2022年1月16日にメキシカンリーグのティフアナ・ブルズと契約した。11試合にリリーフ登板して1勝0敗、防御率2.70の成績を残したが、7月14日に自由契約となった。

### 独立リーグ時代
2023年5月2日にアトランティックリーグのロングアイランド・ダックスと契約した。40試合に登板して6勝3敗14セーブ、防御率7.08という成績だった。
2024年2月2日に現役引退が発表された。

## 詳細情報

### 年度別投手成績
| 年 度    | 球 団    | 登 板 | 先 発 | 完 投 | 完 封 | 無 四 球 | 勝 利 | 敗 戦 | セ 丨 ブ | ホ 丨 ル ド | 勝 率 | 打 者 | 投 球 回 | 被 安 打 | 被 本 塁 打 | 与 四 球 | 敬 遠 | 与 死 球 | 奪 三 振 | 暴 投 | ボ 丨 ク | 失 点 | 自 責 点 | 防 御 率 | W H I P |
| -------- | -------- | ----- | ----- | ----- | ----- | -------- | ----- | ----- | -------- | ----------- | ----- | ----- | -------- | -------- | ----------- | -------- | ----- | -------- | -------- | ----- | -------- | ----- | -------- | -------- | ------- |
| 2014     | SD       | 56    | 0     | 0     | 0     | 0        | 3     | 3     | 6        | 10          | .500  | 222   | 54.1     | 42       | 2           | 18       | 4     | 2        | 56       | 1     | 1        | 15    | 15       | 2.48     | 1.10    |
| 2015     | SD       | 57    | 0     | 0     | 0     | 0        | 3     | 2     | 0        | 2           | .600  | 243   | 58.1     | 52       | 6           | 20       | 3     | 1        | 58       | 1     | 1        | 28    | 26       | 4.01     | 1.23    |
| 2016     | SD       | 60    | 0     | 0     | 0     | 0        | 7     | 7     | 2        | 9           | .500  | 253   | 59.2     | 55       | 8           | 22       | 2     | 0        | 42       | 2     | 0        | 27    | 26       | 3.92     | 1.29    |
| 2017     | SD       | 20    | 0     | 0     | 0     | 0        | 0     | 2     | 0        | 1           | .000  | 125   | 26.1     | 32       | 5           | 16       | 0     | 1        | 23       | 3     | 0        | 23    | 23       | 7.86     | 1.82    |
| 2018     | CIN      | 10    | 0     | 0     | 0     | 0        | 0     | 1     | 0        | 0           | .000  | 45    | 9.0      | 13       | 3           | 6        | 1     | 0        | 7        | 0     | 0        | 11    | 11       | 11.00    | 2.11    |
| 2021     | LAD      | 1     | 0     | 0     | 0     | 0        | 0     | 0     | 0        | 0           | ----  | 4     | 0.1      | 3        | 0           | 0        | 0     | 0        | 1        | 0     | 0        | 1     | 1        | 27.00    | 9.00    |
| MLB：6年 | MLB：6年 | 204   | 0     | 0     | 0     | 0        | 13    | 15    | 8        | 22          | .464  | 892   | 208.0    | 197      | 24          | 82       | 10    | 4        | 187      | 6     | 2        | 105   | 102      | 4.41     | 1.34    |

### 背番号
- 59（2014年 - 2017年）
- 61（2018年）
- 34（2021年）